# Carl Jacobsens Vej
Carl Jacobsens Vej er en gade i Valby i København, der går fra Sjælør Boulevard ved Vestre Kirkegård i øst til Gammel Køge Landevej i vest. Gaden er en blanding af ombyggede industribygninger fra begyndelsen af det 20. århundrede, byggeforeningshuse og moderne etageejendomme fra 2010'erne. Gaden er opkaldt efter bryggeren og mæcenen Carl Jacobsen.

## Historie
Carl Jacobsens Vej udgør rygraden i et industriområde, der blev udviklet langs med nordsiden af Godsforbindelsesbanen ved København, der åbnede i 1909. Mange af fabrikkerne havde sidespor, der gav dem direkte adgang til jernbanenettet.
Der var planer om at erstatte mange af industribygningerne med moderne kontorer i 1980'erne, men planerne blev opgivet efter folkelig modstand. I stedet blev bygningerne ombygget til anden brug.
I 2001'erne udviklede Carl Jacobsens Vej sig til at blive et populært sted for kunstgallerier, men de fleste af dem flyttede tættere på indre By under Finanskrisen i 2009. I 2010'erne skete der omfattende byfornyelse langs Carl Jacobsens Vej med opførelse af mange nye etageejendomme.

## Bygninger og beboere
På den nordlige side af Carl Jacobsens Vej ligger der et mindre kvarter af byggeforeningshuse, der blev opført af Frederiksberg Arbejderes Boligforening for medarbejdere på de nærliggende Carlsberg og Trekroner Bryggerier i 1902-1905. Kvarteret omfatter 26 dobbelthuse placeret ved Karensgade, Gerdasgade, Kløverbladsgade og Trekronergade. De blev tegnet af Ejner Blytmann og omfattede oprindeligt 104 boliger, der er blevet slået sammen til halvt så mange i forbindelse med en renovering.
Det store industrikompleks, der fortsætter nordpå langs med vestsiden af Kløverbladsgade, er det tidligere hovedkvarter for Dansk Pressefabrik fra 1923. Fabrikken producerede kapsler til både bryggerier og mejerier. Komplekset huser nu flere kreative virksomheder, herunder arkitektfirmaet Bjarke Ingels Group. Bygningen ejes af DADES.
Københavns Sukkerraffinaderis ejendom i nr. 25 fra 1913-1914 er nu kendt som Sukkertoppen. Dets Gründerzeit-bygninger blev tegnet af Arthur Wittmaack og blev ombygget til brug for Københavns Tekniske Skole af Kristian Isager i 1991. Et overdækket torv der går gennem fire etager forbinder de gamle og nye bygninger. Kunstneren Henning Dangaard-Sørensen har stået for udsmykningen af komplekset.
Nr. 29-37 husede tidligere Skandinavisk Henkel. Den gamle nybarokke hovedbygning med det store runde fronton blev oprindeligt opført for Skandinavisk Frøkompagni i 1918-1919 efter tegninger af Ole Falkentorp og F. Freese. Den er forbundet med en tidligere lagerbygning fra 1930 og en administrationsbygning fra 1938. Stedet husede Søfartsstyrelsen indtil styrelsen blev flyttet til Korsør i forbindelse med udflytningen af statslige arbejdspladser. Til højre står der en stor fireetagers fabriksbygning med en vandtårn i nordvest. Den benyttes stadig af Henkels datterselskab Ecolab.
Blandt de nye bygninger er en etageejendom i nr. 16 af Vilhelm Lauritzen i 2015.
Umiddelbart syd for gadens begyndelse ligger Sjælør Station på Køge Bugt-banen. Nabostationen København Syd ligger lidt syd for midten af gaden.